# Ellsworth Subglacial Highlands
Ellsworth Subglacial Highlands är en platå i Antarktis. Den ligger i Västantarktis. Inget land gör anspråk på området.